# Bizen

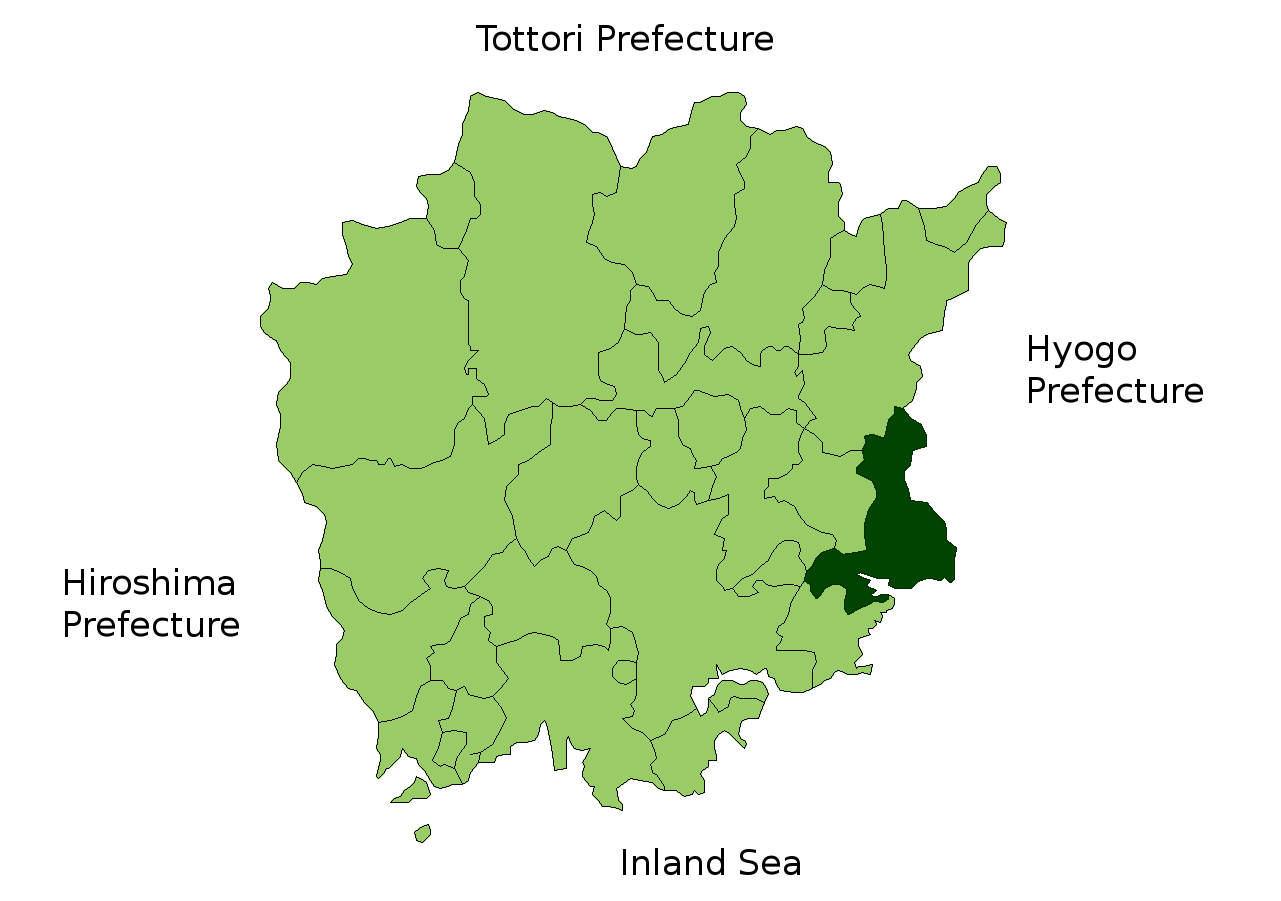

Bizen (備前市 Bizen-shi?) este un municipiu din Japonia, prefectura Okayama.